# 锦汉展览会
锦汉展览会（英语：Jinhan Fair for Home & Gifts）创办于2000年春季，是中国家居礼品出口贸易平台 （页面存档备份，存于）。于2005年加入UFI国际展览业协会，是商务部第一批展览业重点联系企业，广州市会展行业协会副会长单位，广州琶洲会展经济促进会副会长单位 （页面存档备份，存于）。每年分春、秋两届在保利世贸博览馆举办 （页面存档备份，存于）。

## 展期
周期
2届/年
春季
4月21日-27日
秋季
10月21日-27日